# Nicoleta Luca-Meițoiu
Nicoleta Luca-Meițoiu (n. 24 mai 1969, Iași) este o muziciană, solist concertist și pianistă română.

## Studii
Nicoleta Luca Meițoiu a început educația muzicală la Liceul de Artă „Octav Băncilă” din Iași cu profesorul Marin Pânzaru, continuând la Academia de Muzică din Iași cu Ioan Welt și Mircea Dan Răducanu, iar apoi la Universitatea Națională de Muzică București cu Gabriel Amiraș.
A participat la cursurile de măiestrie ale pianistului german Wolfang Wagenhäuser în 1993, mai întâi la București iar apoi la Aurich, în Germania, De asemenea s-a perfecționat cu pianistul britanic Martin Hughes, profesor la Universität der Künste din Berlin.

## Cariera artistică
În 1987 a debutat cu Concertul nr.1 în Do Major de Ludwig van Beethoven alături de Filarmonica „Moldova” din Iași, dirijor George Vintilă. Ulterior a fost invitată adesea să susțină concerte alături de filarmonici din țară la Sibiu, Bacău, Ploiești, Botoșani, Râmnicu Vâlcea, Pitești.
A concertat sub bagheta unor cunoscuți dirijori români și străini, ca: Petre Sbârcea, Ovidiu Bălan, Neale Bartee (SUA), Roberto Misto (Italia), Octav Calleya (Spania), Arild Andersen (Norvegia), François Robert Girolami (Franța).
De asemenea a susținut la București recitaluri la Sala de concerte a Radiodifuziunii Române, Sala „Auditorium” a Muzeului Național de Artă al României, Sala Mică a Ateneului Român, Sala Dalles, Sala Muzeului Național „George Enescu”, Muzeul Național Cotroceni, Centrul Cultural Maghiar, Centrul Cultural Otopeni, Ambasada Cehiei, Ambasada Turciei, ș.a.
Nicoleta Luca-Meițoiu a avut numeroase apariții pe posturi de televiziune din București: TVR 1, TVR 2, TVR Cultural, Antena 1, B1 TV, Național TV, ș.a.
Ca solistă sau în cadrul unor formații camerale a fost invitată să concerteze în străinătate în SUA, la New York la Carnegie Hall (Sala Isaac Stern), Chicago (Chicago Historical Society), Detroit, în Canada (la Ottawa) dar și în Australia, în Germania (la Berlin la Philharmonie Kammermusiksaal și la München), în Italia (la Roma, în Piazza del Popolo și la Academia di România), în Israel (la Tel Aviv, Haifa și Ierusalim), în Cehia (la Sala Congreselor din Praga), în Bulgaria (ca solistă alături de Filarmonica din Vidin), Republica Moldova (recitaluri de pian solo la Conservatorul din Chișinău). 
În același timp a susținut numeroase recitaluri în țară și în străinătate alături de artistul Gheorghe Zamfir.
Cea mai mare parte a acestor manifestări artistice au fost transmise și retransmise de numeroase posturi de televiziune și radio.

## Premii și distincții
- Premiul pentru colaborare pianistică la Concursul George Dima de la Cluj în 1988
- Premiul pentru acompaniament pianistic acordat de Uniunea Criticilor, Redactorilor și Realizatorilor Muzicali la Concursul Mihail Jora[3]
- Premiul Bianca la concursul Mihail Jora în 1994
- Premiul "Doina Micu" la Concursul Ionel Perlea
- Premiul pentru acompaniament pianistic „Lisette Georgescu” la Concursul Mihail Jora în 2004

## Cronici
„Octombrie a adus din nou cu el în „Serile Lipatti” mult Chopin. Nicoleta Luca a opus în recitalul din seara de 7 octombrie (2014) nocturnelor, mazurcilor, polonezelor și studiilor chopiniene cumplit de grelele Studii Simfonice ale lui Schumann. Remarcabilă a fost tehnica acestei pianiste, iar siguranța interpretării ei a adus înaintea publicului un meseriaș care-și cizelează materia cu multă minuțiozitate.”— Petre Teodorescu, România Liberă, 16 octombrie 2014.
„ ...un superb și profesionist recital de pian susținut de consacrata, cunoscuta și sensibila pianistă Nicoleta Luca, încântând asistența numeroasă și avizată în domeniu și culegând aplauze la scenă deschisă.
Artista a abordat un repertoriu valoros, cu pretenții, având în program operele lui Mozart, cu Sonata în Fa major K280 și Fantezia în Do minor K 475, urmate de Schumann cu Noveletta nr. 1 op. 21 și Noveletta nr.8, op. 21, Schubert cu Impromptu op. 142, nr.3, Enescu cu valoroasa Toccata din Suita în Re major, op. 10 și, în final, Rachmaninov cu Preludiu op. 32, nr. 12 în Sol diez minor. A fost o seară de delectare și de liniștire a sufletului, un act artistic necesar la Bistrița, savurat de un public avizat.”— Ioan Lazăr, Răsunetul, 27 iunie 2013
„Artista Nicoleta Luca-Meițoiu știe să obțină (de la instrumentul pe care-l domină), mărturisiri și dăruiri destinate exclusiv artiștilor privilegiați. Ea a găsit numeroase fluidități de nuanță și timbru, plasticizări reflexe, rezolvate printr-un joc mlădiu, expresiv cizelat și bogat în sonorități calde.”— Vasile Pruteanu, Ziarul de Bacău, 8 mai 2003.
„După frumoasa evoluție pe care a avut-o în urmă cu un an în Concertul pentru pian și orchestră nr. 21 în Do Major, KV 467 de W.A.Mozart, sub bagheta maestrului George Sbârcea, iată că Nicoleta Luca-Meițoiu a revenit la Sibiu tot cu o lucrare mozartiană, Concertul pentru pian și orchestră nr. 23 în La Major, KV 488, de această dată sub bagheta dirijorului norvegian Arild Andersen.

Elevă a profesorilor Ioan Welt și Dan Mircea Răducanu la Academia de Muzică din Iași și mai apoi, a marelui șlefuitor de talente Gabriel Amiraș la București, Nicoleta Luca-Meițoiu s-a apropiat cu mult discernământ de această admirabilă pagină muzicală. Solista s-a mișcat natural pe parcursul întregului discurs muzical, cu mult echilibru, susținere și concentrare, fără scăderi de altitudine. Atenția acordată sonorității, în prima parte Allegro, detaliilor de nuanțare și rafinamentului în poeticul Adagio, din partea mediană a lucrării și inteligența cu care a rezolvat Rondo-ul final, o evidențiază pe Nicoleta Meițoiu ca pe una din vocile inconfundabile în contextul noii generații de interpreți.”— Nicolae Scutea, Cotidianul Obiectiv, martie 2003.
„Nicoleta Luca  pe fondul unei stăpâniri temeinice a lucrării, de la arhitectura de ansamblu la ultimele detalii de ornament, se dăruie muzicii cu o generozitate, cu o prospețime a trăirii, cu o energie vitală persuasivă. Demnă de a fi remarcată este execuția Andante-ului în care interpreta dovedește  posibilități de interiorizare,  de control al timbrelor și al intensității prin tușeu pianistic fin.”— Laura Vasiliu, Opinia, mai 1991.

## Legături externe
- Website-ul pianistei Nicoleta Luca-Meițoiu Arhivat în 3 ianuarie 2015, la Wayback Machine.
- Profil Nicoleta Luca-Meițoiu pe site-ul Classical Artists Worldwide
- Înregistrări video din recitaluri și concerte ale pianistei Nicoleta Luca
- Regal de pian Frédéric Chopin la Sinagogă! Alexandru Cristian Miloș, 15 februarie 2016, Ziarul „Răsunetul”, Bistrița-Năsăud
- Recital de excepție al pianistei Nicoleta Luca Victor Stir, 14 februarie 2016, Ziarul „Mesagerul de Bistrița-Năsăud”
- Recital de pian în cadrul Săptămânii Culturii Poloneze, Radio România Muzical, 2 noiembrie 2015
- Nicoleta Luca-Meițoiu - Recital de pian, Biblioteca Metropolitană Mihail Sadoveanu, București, Radio România Muzical, 23 februarie 2015
- Nicoleta Luca-Meițoiu - Recital de pian, Conacul Lipatti, 7 octombrie 2014 Arhivat în 12 octombrie 2014, la Wayback Machine., Radio România Cultural
- Serile Lipatti părăsesc Conacul și pășesc în Ateneu Arhivat în 26 octombrie 2014, la Wayback Machine., Petre Teodorescu, 15 octombrie 2014, România Liberă, București
- Cronica recitalului din 7 octombrie 2014 de la Conacul Lipatti în cadrul Festivalului „Serile Lipatti”, ediția a III-a
- Nicoleta Luca-Meițoiu - Recital de pian, Ateneul Român, 1 iunie 2014 Arhivat în 15 octombrie 2014, la Wayback Machine.
- Am văzut ... pianul viu!, Valerian Mihoc, 6 iunie 2014, „Confluențe literare” Ediția nr. 1253, București
- Nicoleta Luca a cucerit publicul cu pianul, Ioan Lazăr, 27 iunie 2013, Ziarul „Răsunetul”, Bistrița-Năsăud
- Pianista Nicoleta Luca, un recital de înaltă clasă, Victor Stir, 27 iunie 2013, Ziarul „Mesagerul de Bistrița-Năsăud”
- Nicoleta Luca-Meițoiu în recital la Teatrul Național de Operă și Balet „Oleg Danovski” din Constanța
- AGERPRESS: Fotografii de la recitalul de pian de la Teatrul Național de Operă și Balet „Oleg Danovski” din Constanța Arhivat în 4 martie 2016, la Wayback Machine.
- Nicoleta Luca-Meițoiu în concert cu Filarmonica de Stat Oradea Arhivat în 22 aprilie 2016, la Wayback Machine.
- Nicoleta Luca-Meițoiu în concert cu Filarmonica de Stat Sibiu sub bagheta dirijorului François Robert Girolami (Franța)
- Recital de pian la Festivalul „Serile Lipatti”, ediția a I-a Arhivat în 17 octombrie 2014, la Wayback Machine.
- Recital de pian la Filarmonica „Paul Constantinescu” din Ploiești
- Nicoleta Luca-Meițoiu în concert cu Filarmonica de Stat Bacău
- „Concert extraordinar de Paște” cu Gheorghe Zamfir și invitații săi: Dumitru Zamfira, Leontina Studineanu și Nicoleta Luca-Meițoiu Arhivat în 9 iunie 2013, la Wayback Machine.
- Zilele muzicale Româno - Americane la Sibiu - Nicoleta Luca-Meițoiu în concert cu „Rhapsody in Blue” de George Gershwin sub bagheta dirijorului Scott Speck Arhivat în 5 martie 2016, la Wayback Machine.
- it Recital de pian la Festivalul PalmAria, Genova, Italia Arhivat în 4 martie 2016, la Wayback Machine.